# Suporte remoto
O termo “Suporte a controle Remoto” (ou Acesso Remoto) é, atualmente, utilizado para descrever ferramentas de TI, serviços ou software que permita um técnico informático ou qualquer tipo de representante de uma atividade de suporte a possibilidade de se conectar a um computador remoto através da Internet, e assim controlar e trabalhar diretamente sobre o referido sistema tecnológico, independentemente da distância física que separa ambos.
Apesar de o seu propósito principal ser o acesso a computadores localizados em qualquer parte do mundo, as aplicações de suporte remoto são encaradas como ferramentas do negócio de assistência técnica, englobando funcionalidades como Partilha de Desktop, transferência de ficheiros, sincronização de ficheiros, Mensagens Instantâneas ou Linhas de comando - Opções colocadas ao serviço dos técnicos, para que possam solucionar as ocorrências relatadas pelos clientes.

## Questões de Segurança
A segurança continua a ser uma das principais preocupações da comunidade de internautas, especialmente perante trocas comerciais.
Por isso mesmo, todos os provedores de serviços de suporte remoto fazem da segurança a sua principal garantia. A comunicação entre clientes e provedores foca-se amiúde nesta questão. “Your security and privacy have always been our priority”; “Security is the priority!”.

## Privacidade
A privacidade é outra das principais preocupações dos utilizadores. A natureza intrusiva de duas das ferramentas mais comuns – Desktop Sharing e Suporte Não-Presencial – coloca dados pessoais ao alcance de um elemento estranho (o técnico).
A necessidade de uma confiança absoluta é considerado o maior obstáculo à massificação desta tecnologia – apesar de vários estudos apontarem para o facto de que por cada 5 ocorrências, 4 poderem ser resolvidas remotamente

## Benefícios
A tecnologia de Suporte Remoto permite, naturalmente, a redução dos custos fixos de qualquer centro de helpdesk ou provedor de serviços de assistência – nomeadamente os custos associados a deslocações.
A tecnologia atual permite a intervenção direta em qualquer sistema operativo, anulando por completo as distâncias físicas entre todos os intervenientes. Funcionalidades e ferramentas como as mensagens instantâneas, o VoIP ou a Partilha de Desktop possibilitam procedimentos de diagnóstico e assistência equiparáveis a uma intervenção no local.